# Can You Feel Me
Albums de Dru Down
Explicit Game
(1994) Pimpin' Phernelia
(2001)
Singles
1. Can You Feel Me
Sortie : 1996
2. Baby Bubba
Sortie : 1997

Can You Feel Me est le troisième album studio de Dru Down, sorti le 20 août 1996.
L'album s'est classé 14e au Top R&B/Hip-Hop Albums et 54e au Billboard 200.

## Liste des titres
| No  | Titre                                                                                               | Contient un (des) sample(s) de | Durée |
| --- | --------------------------------------------------------------------------------------------------- | --- | ----- |
| 1.  | Intro (Produit par DJ Fuze)                                                                         | Mack of the Year de Dru Down I Got 5 on It (Clean Bay Ballas Vocal Remix) de Luniz, Dru Down et E-40 featuring Shock G, Richie Rich et Spice 1 Pimpin' Sam de Rudy Ray Moore Ice Cream Man de Dru Down featuring Luniz | 0:53  |
| 2.  | Playa fo Real (Produit par DJ Battlecat)                                                            | Chameleon d'Herbie Hancock Scenario de A Tribe Called Quest featuring Leaders of the New School Ain't We Funkin' Now des Brothers Johnson                                                                              | 4:28  |
| 3.  | Baby Bubba (featuring Bootsy Collins – Produit par Alonzo Jackson)                                  | | 4:13  |
| 4.  | Can You Feel Me (Produit par DJ Fuze)                                                               | Can You Feel It? des Fat Boys | 4:12  |
| 5.  | Choppin' It Up (featuring Chris Hicks – Produit par Lev Berlak et Chris Hicks)                      | | 4:54  |
| 6.  | Head & Shoulders (Produit par Lev Berlak)                                                           | Smerphies Dance de Spyder-D | 4:52  |
| 7.  | Mista Busta (Produit par Daryl Anderson)                                                            | | 4:25  |
| 8.  | Hustlin' Ain't No Thang (Produit par DJ Fuze)                                                       | I'm a Ho de Whodini Pimps, Playas & Hustlas de Luniz featuring Dru Down et Richie Rich | 4:34  |
| 9.  | The Game (Produit par Jamiel Hassan)                                                                | Freddie's Dead de Curtis Mayfield Little Child Runnin Wild de Curtis Mayfield | 2:51  |
| 10. | Breezy (featuring Poppa LQ et Yukmouth – Produit par Bosko)                                         | Pimpin' Ain't Easy de Big Daddy Kane featuring Nice & Smooth, Big Scoob et Ant Live | 5:13  |
| 11. | Freaks Come Out (featuring LV et Luniz – Produit par John Rhone, Maurice Stewart et Ontario Haynes) | | 4:24  |
| 12. | Deal Went Bad (featuring Dave Dalson – Produit par Terry T)                                         | | 4:00  |
| 13. | Underestimated (featuring Soopafly – Produit par Priest)                                            | | 4:23  |
| 14. | I'm Wondering (Produit par Ken McCloud)                                                             | | 4:24  |
| 15. | Suspect One (Produit par John Rhone, Maurice Stewart et Ontario Haynes)                             | | 5:14  |
| 16. | 500 Mobsters (Produit par Alonzo Jackson)                                                           | | 3:22  |
| 17. | The Mobb (featuring Eclipse, Knucklehead, Luniz et Nic Nac – Produit par Deion Evans)               | Ike's Mood I d'Isaac Hayes | 7:10  |